# Wurzelbohrer
Die Wurzelbohrer (Hepialidae) sind eine Familie der Schmetterlinge (Lepidoptera), die etwa 500 Arten umfasst. Mit Ausnahme von Madagaskar und Westafrika sind die Wurzelbohrer weltweit verbreitet.

## Merkmale
Bei den Wurzelbohrern handelt es sich um kleine bis riesige Nachtfalter; in Europa kommen nur mittelgroße bis große Arten vor. Charakteristisch sind die langen schmalen Flügel mit ursprünglichem Geäder, der meist langgestreckte Hinterleib und die kurzen Antennen. Die Falter nehmen aufgrund des rückgebildeten Saugrüssels keine Nahrung auf, infolgedessen ist ihre Lebensdauer als erwachsener Schmetterling kurz. Die Falter sind dämmerungs- oder nachtaktiv; einige Arten fallen durch Schwärmverhalten in der Abenddämmerung auf, etwa der europäische Hepialus humuli, bei dem die Männchen nach Sonnenuntergang über Wiesen schwirren, was den geisterhaft weiß gefärbten Tieren ihren englischen Namen „Ghost Moth“ eingetragen hat.
Im Gegensatz zu den übrigen Schmetterlingen locken bei den Wurzelbohrern meistens die Männchen die Weibchen an. Dies geschieht teils durch die Abgabe von Pheromonen im Flug wie bei Hepialus humuli, teils im Sitzen wie bei Phymatopus hecta. Auf der nebenstehenden Abbildung eines lockenden Männchens ist gut zu erkennen, wie das Duftorgan – es handelt sich dabei um das stark modifizierte, Duftschuppen tragende dritte Beinpaar – zwischen Flügeln und Körper hervorragt.
Bei manchen großen Arten legen die Weibchen mehr als 30.000 Eier. In einigen Fällen werden die Eier während des Fluges über bevorzugte Fresspflanzen der Raupen, wie Farne, Brennnesseln und anderen krautige Pflanzen, fallen gelassen. Die Raupen leben im Boden oder in mit Seidenfäden ausgekleideten Gängen zwischen Detritus und Pflanzenteilen, wo sie sich von Wurzeln ernähren oder nachts herauskommen, um Blätter zu fressen. Andere Arten leben an Farnen, Gymnospermen oder Angiospermen; wieder andere bohren Gänge in Wurzeln, Stängeln oder Ästen. Bei mehreren Arten ist während der Larvalentwicklung der Übergang von Fungivorie (Pilznahrung) zu Phytophagie (Pflanzennahrung) belegt.
Bei einigen hochalpinen Gattungen (Pharmacis, Aoraia) kommt im weiblichen Geschlecht Brachypterie vor: Die Flügel sind verkürzt bzw. so weit zurückgebildet, dass die Weibchen nicht mehr flugfähig sind; dementsprechend geschieht die Geschlechterfindung in der herkömmlichen Weise: die Weibchen locken die Männchen an.

## Arten in Europa
- Gazoryctra fuscoargentea
- Hübners Alpen-Wurzelbohrer (Gazoryctra ganna)
- Adlerfarn-Wurzelbohrer (Hepialus fusconebulosa)
- Großer Hopfen-Wurzelbohrer oder Geistermotte (Hepialus humuli)
- Kleiner Hopfen-Wurzelbohrer (Korscheltellus lupulinus)
- Pharmacis aemiliana
- Pharmacis anselminae
- Pharmacis bertrandi
- Espers Alpen-Wurzelbohrer (Pharmacis carna)
- Pharmacis castillana
- Pharmacis claudiae
- Pharmacis pyrenaica
- Heidekraut-Wurzelbohrer (Phymatopus hecta)
- Triodia adriatica
- Triodia amasina
- Ampfer-Wurzelbohrer (Triodia sylvina)

## Gattungen

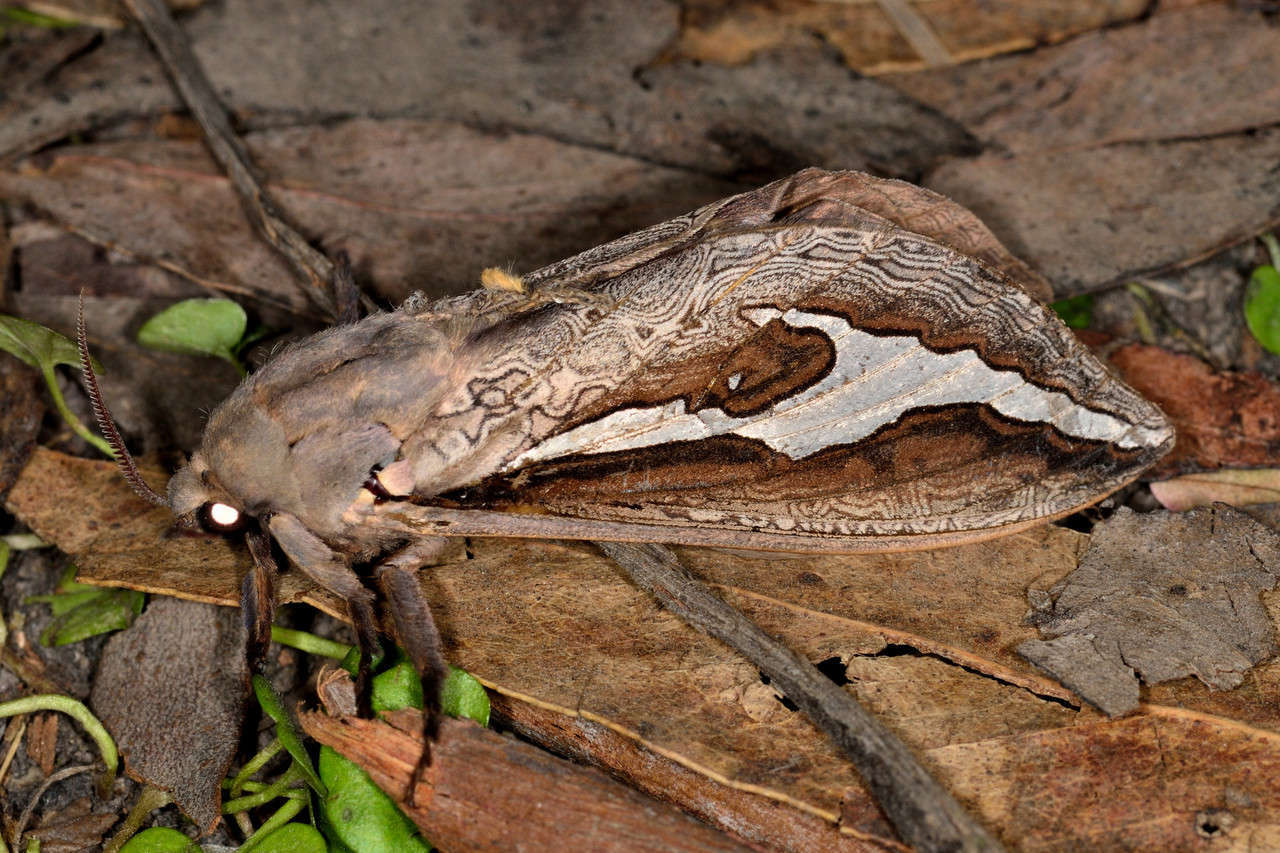
(Abantiades labyrinthicus)

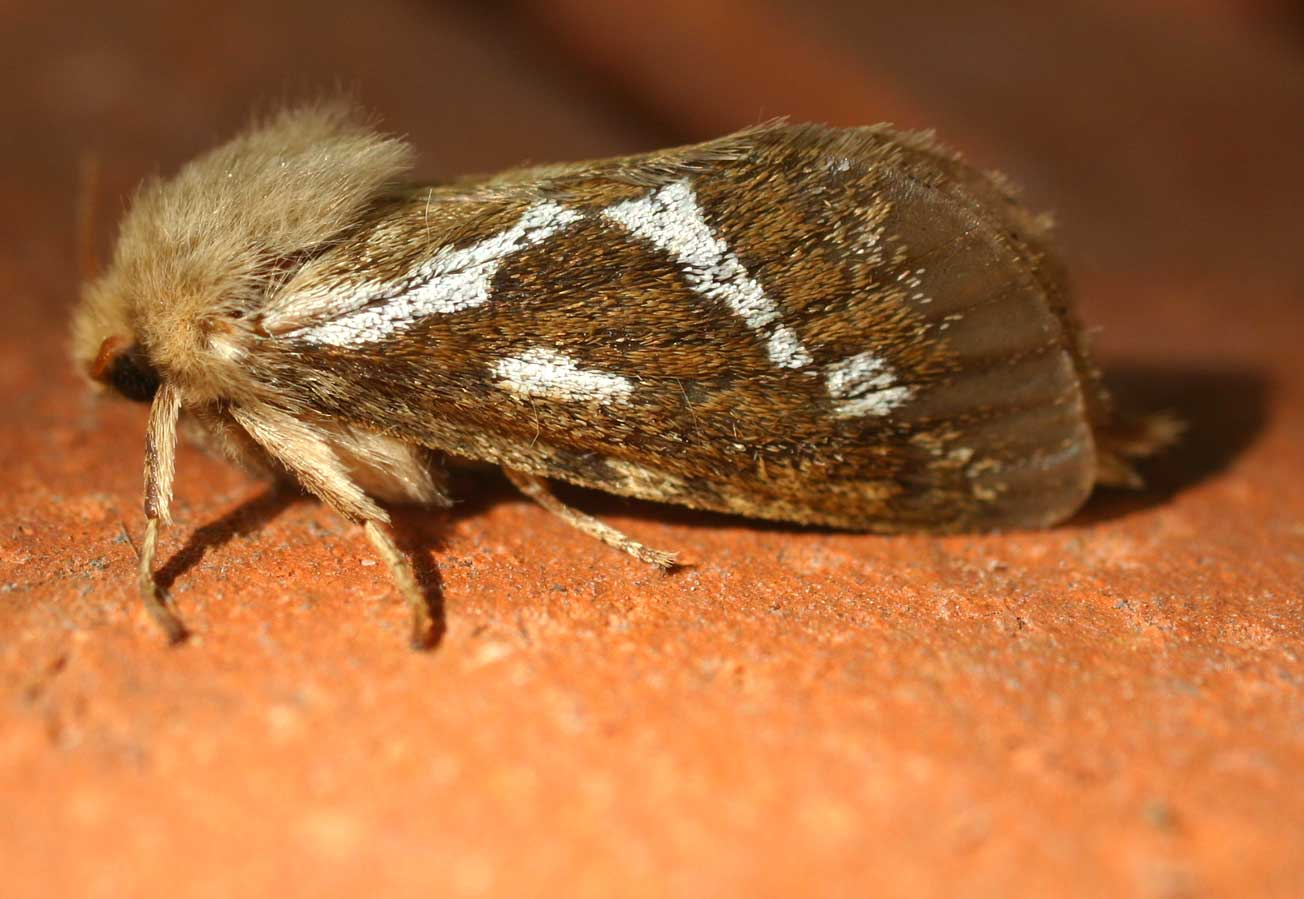
Kleiner Hopfen-Wurzelbohrer (Korscheltellus lupulinus)

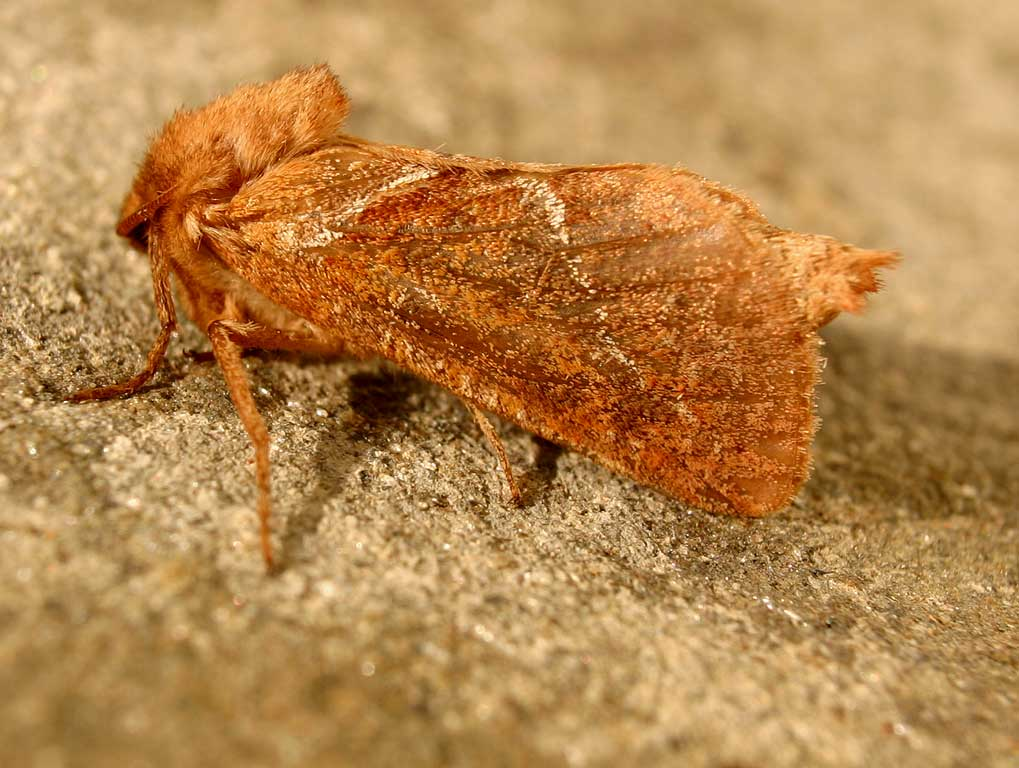
Ampfer-Wurzelbohrer (Triodia sylvina)

- Abantiades – 14 Arten, die ausschließlich in Australien vorkommen
- Aenetus – 24 Arten; Australien, Neuseeland, Indonesien, Neuguinea und Neu-Kaledonien
- Afrotheora – 7 Arten; Südafrika
- Andeabatis – 1 Art; Südamerika
  - Andeabatis chilensis
- Antihepialus – 4 Arten; Süd- und Ostafrika
- Aoraia – 13 Arten; Neuseeland
- Aplatissa – 2 Arten; Brasilien
- Bipectilus – 8 Arten; China, Nepal und Vietnam
- Blanchardina – 1 Art; Chile
  - Blanchardina venosus
- Bordaia – 5 Arten; Australien
- Calada – 2 Arten; Argentinien
- Callipielus – 10 Arten; Südamerika
- Cibyra – 50 Arten; Mittelamerika und Südamerika
- Cladoxycanus – 1 Art; Neuseeland
  - Cladoxycanus minos
- Dalaca – 23 Arten; Südamerika
- Dioxycanus – 2 Arten; Neuseeland
- Druceiella – 4 Arten; Südamerika
- Dumbletonius – 2 Arten; Neuseeland
- Elhamma – 4 Arten; Australien und Neuguinea
- Endoclita – 60 Arten; Südostasien, Pakistan, Indien und Bangladesch
- Eudalaca – 35 Arten; Südafrika
- Fraus – 25 Arten; Australien. Eine anatomisch diverse Gattung mit relativ langen Antennen und schlankem Körper, deren verwandtschaftliches Verhältnis zur Familie Hepialidae noch nicht sicher geklärt ist. Dies gilt auch für Afrotheora, Antihepialus und Gazoryctra.
- Gazoryctra – 14 Arten; holarktisch: Europa, Asien und Nordamerika
- Gorgopis – 28 Arten; Süd- und Ostafrika
- Heloxycanus – 1 Art; Neuseeland
  - Heloxycanus patricki
- Hepialiscus – 4 Arten; Taiwan und Nepal
- Hepialus – 1 Art, Europa
  - Hepialus humuli
- Jeana – 2 Arten; Australien
- Korscheltellus – 2 Arten; Europa, Kanada und den USA
- Leto – 1 Art; Südafrika
  - Leto venus
- Metahepialus – 3 Arten; Südafrika
- Napialus – 3 Arten; China
- Neohepialiscus – 1 Art; Algerien und Tunesien
  - Neohepialiscus algeriensis
- Oncopera – 12 Arten; Australien
- Oxycanus – 71 Arten; Australien und Neuguinea
- Palpifer – 10 Arten; Süd- und Ostasien
- Parahepialiscus – 1 Art; Borneo
  - Parahepialiscus borneensis
- Pfitzneriana – 4 Arten; Südamerika
- Pfitzneriella – 4 Arten; Ecuador und Peru
- Pharmacis – 8 Arten; Europa und Asien
- Phassodes – 1 Art
- Phassus – 21 Arten; Mexiko bis Brasilien
- Phialuse – 1 Art; Bolivien
- Phymatopus – 6 Arten; verteilt über die Nordhalbkugel
- Puermytrans – 1 Art; Chile
  - Puermytrans chilensis
- Roseala – 1 Art, Brasilien
  - Roseala bourgognei
- Schausiana – 1 Art; Mexiko
  - Schausiana trojesa
- Sthenopis – 8 Arten; Nordamerika und China
- Thitarodes – 48 Arten; Ostasien
- Trichophassus – 1 Art; Brasilien
  - Trichophassus giganteus
- Trictena – 3 Arten; Australien
  - Trictena atripalpis
- Triodia – 7 Arten; Europa und Asien
- Wiseana – 7 Arten; Neuseeland
- Xhoaphryx – 1 Art; Vietnam
  - Xhoaphryx lemeei
- Zelotypia – 1 Art; Queensland und New South Wales, Australien
  - Zelotypia stacyi – mit bis zu 25 cm Spannweite nicht nur die größte Hepialide, sondern eine der auffälligsten Schmetterlingsarten überhaupt
- Zenophassus – 1 Art; Kaukasus
  - Zenophassus schamyl